# Atletiek op de Paralympische Zomerspelen 2024 - 100 m mannen T36
De 100 meter voor mannen klasse T36 op de Paralympische Zomerspelen 2024 vond plaats op 6 september (series) en 7 september (finale) in het Stade de France. Deze klasse is voor atleten met cerebrale parese Deze atleten vertonen onwillekeurige bewegingen waarbij alle vier de ledematen aangedaan zijn. Ze lopen meestal zonder hulpmiddelen.. De winnares van 2020 was Deng Peicheng uit China. Hij werd in 2024 opgevolgd de Australiër James Turner. De Argentijn Alexis Chávez behaalde het zilver en de Chinees Yang Yifei won de bronzen medaille.

## Records
Voorafgaand aan het toernooi waren dit de wereldrecords en Paralympische records.
| Wereldrecord        | Australië James Turner | 11.72 | Dubai | 10 november 2019 |
| Paralympisch record | China Deng Peicheng    | 11.85 | Tokio | 4 september 2021 |

## Series
De eerste drie van beide series kwalificeerden zich direct voor de finale. Van de overgebleven atleten kwalificeerden bovendien de twee snelsten zich voor de finale.

#### Serie 1
| Rang | Baan | Naam                 | Naam | Tijd  | Bijz. |
| ---- | ---- | -------------------- | ---- | ----- | ----- |
| 1    | 5    | Yang Yifei           | CHN  | 11.88 | Q, SB |
| 2    | 8    | Evgenij Torsoenov    | NPA  | 12.08 | Q, SB |
| 3    | 4    | James Turner         | AUS  | 12.09 | Q     |
| 4    | 6    | William Stedman      | NZL  | 12.41 | q, SB |
| 5    | 3    | Alexander Litvinenko | UKR  | 12.98 | SB    |
| —    | 7    | Mokhtar Didane       | ALG  | DSQ   | R17.8 |

### Serie 2
| Rang | Baan | Naam             | Naam | Tijd  | Bijz. |
| ---- | ---- | ---------------- | ---- | ----- | ----- |
| 1    | 6    | Alexis Chávez    | ARG  | 11.86 | Q, SB |
| 2    | 5    | Deng Peicheng    | CHN  | 12.13 | Q     |
| 3    | 4    | Aser Ramos       | BRA  | 12.45 | Q, SB |
| 4    | 7    | Fakhr Thelaidjia | ALG  | 12.58 | q, PB |
| 5    | 3    | Izzat Turgunov   | UZB  | 12.82 | SB    |
| 6    | 8    | Roman Pavlik     | UKR  | 12.88 | SB    |

## Finale
| Rang   | Baan | Naam              | Naam | Tijd         | Bijz.  |
| ------ | ---- | ----------------- | ---- | ------------ | ------ |
| Goud   | 3    | James Turner      | AUS  | 11.85        | PR, SB |
| Zilver | 7    | Alexis Chávez     | ARG  | 11.88 (.871) |        |
| Brons  | 6    | Yang Yifei        | CHN  | 11.88 (.877) | SB     |
| 4      | 5    | Evgenij Torsoenov | NPA  | 11.95        | SB     |
| 5      | 4    | Deng Peicheng     | CHN  | 12.00        |        |
| 6      | 9    | William Stedman   | NZL  | 12.35        | PB     |
| 7      | 8    | Aser Ramos        | BRA  | 12.38        | SB     |
| 8      | 2    | Fakhr Thelaidjia  | ALG  | 12.56        | PB     |